# 帕維爾·齊比基
帕維爾·齊比基（瑞典語：Paweł Cibicki，1994年1月9日—）是瑞典的一位足球運動員。他是波蘭裔瑞典人。現效力於波甲球隊沙斯辛。他曾代表波蘭國青隊參賽，但現在代表瑞典U21國家隊參賽，並參加了2017年歐洲U21足球錦標賽。

## 外部連結
- Malmö FF profile （瑞典文）
- SvFF profile （页面存档备份，存于） （瑞典文）
- Soccerway資料庫：帕維爾·齊比基